# Olho composto

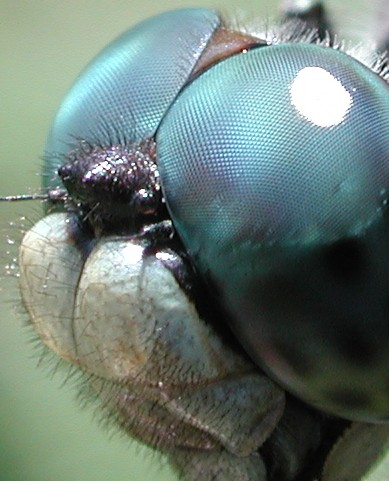
Olho composto de uma libélula.

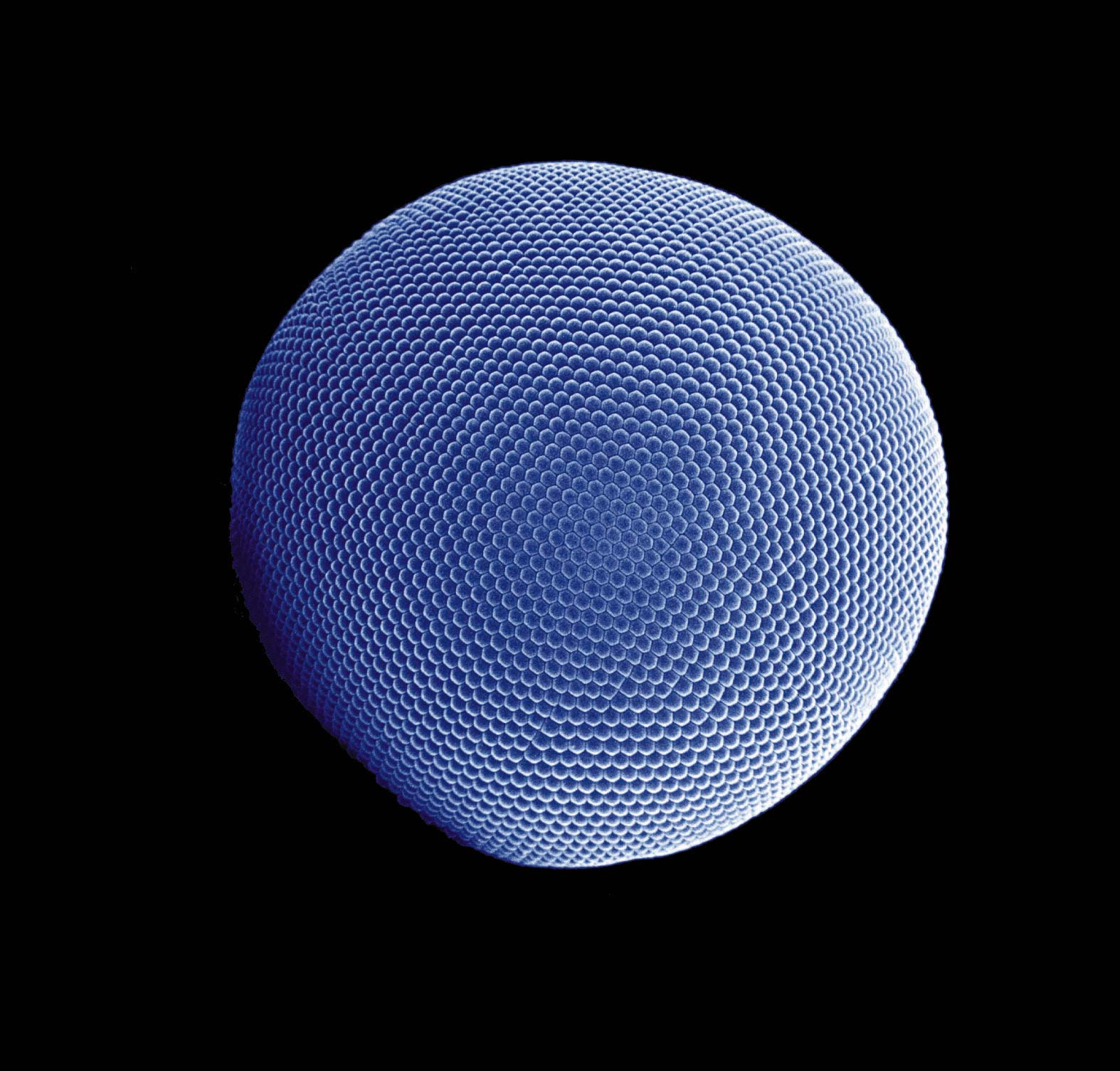
Olho composto de um crustáceo marinho (krill), observado por microscopia electrónica.

O olho composto é um órgão visual encontrado em certos artrópodes como insectos e crustáceos. Consiste em cerca de 12 a 1000 omatídeos. O omatídeo é um pequeno sensor que distingue a claridade da escuridão. A imagem percebida por um artrópode é uma combinação da informação recebida pelos vários omatídeos que compõem o olho, essa se assemelha a um mosaico. Cada omatídeo está orientado de tal maneira a que receba luz de um ponto diferente que o omatídio vizinho. Em contraste com outros tipos de olhos, não existe uma lente central ou retina, resultando numa má resolução da imagem; no entanto consegue detectar movimento rápido e também a polaridade da luz. Quando o olho composto forma uma protuberância pode designar-se como tubérculo ocular.
Cada omatídeo consiste em córnea, cone cristalino, células pigmentares e o rabdoma. A córnea é a primeira estrutura do omatídeo, sua superfície é denominada faceta, rígida, transparente e convexa que recebe os feixes de luz, posteriormente refratados ao cone cristalino e absorvidos pelo rabdoma, onde ocorrerá a absorção das ondas eletromagnéticas. O rabdoma é constituído por um conjunto de células receptoras de luz, paralelas umas às outras. A informação luminosa será então transformada em impulso nervoso.
Existem 3 tipos de olhos compostos:
- O olho típico, de aposição,[2] tem uma lente que foca a luz de uma determinada direção para o rabdoma, enquanto que a luz de outras direções são absorvidas pelas paredes do omatídeo.
- O segundo tipo, de superposição, tem um espaço entre a lente e o rabdoma. Não tem parede lateral. Este tipo é o usado por insectos noturnos.
- Os crustáceos noturnos usam um terceiro tipo, de superposição, que possui um espaço transparente. Em vez das lentes usam um número variável de espelhos.

Os Strepsiptera têm um tipo diferente de olho, no qual cada lente forma uma imagem que posteriormente é combinada no cérebro.
O corpo de Ophiocoma wendtii é completamente coberto de omatídeos, tornando a sua pele num grande olho composto.
Além dos olhos compostos alguns insetos possuem ocelos, presentes em larvas e em alguns adultos, essas estruturas captam a intensidade e direção da luz, resultando em uma imagem com resolução baixa.

## A visão de Abelha
A visão de abelha é composta por um par de olhos, formador por milhares de omatídeos. O olho de uma abelha rainha possui cerca de 3900 omatídeos, o das obreiras 6300 e o dos zangões 13 000. Assim como alguns outros insetos, cada abelha possui três pequenos olhos normais no alto de sua cabeça, sendo esses denominados ocelos.
Através de seus olhos compostos as abelhas conseguem detectar a radiação ultravioleta mas são cegas a cor vermelha, conseguindo enxergar padrões invisíveis para olhos humanos e ignorando flores vermelhas as quais não se destinam. Com a ajuda de um equipamento fotográfico especial composto por câmera digital que possui sensibilidade ao ultravioleta, alguns filtros  e luzes adequadas é possível simular como as abelhas enxergam uma flor.